# Institut national de jeunes sourds de Chambéry
Das Institut national de jeunes sourds de Chambéry ist ein kostenloses französisches Bildungsinstitut, das auf die Ausbildung junger Gehörloser spezialisiert ist und sich in Cognin befindet, einer Gemeinde an der Grenze zu Chambéry im französischen Département Savoie. Es bietet auf gehörlose Kinder und Jugendliche abgestimmte Trainings- und Aufnahmemethoden an.

## Status und Missionen
Das derzeitige Institut hängt vom Dekret Nr. 74-355 vom 26. April 1974 ab, dass die Organisation und das Verwaltungs- und Finanzsystem der Nationalen Institute für gehörlose und blinde Jugendliche, deren Artikel 2 die Aufgaben festlegt. In Bezug auf Kinder und Jugendliche mit Hör- oder Sehbehinderungen haben die Nationalen Institute folgende Aufgaben:
- einen Beitrag zu Vorsorgeuntersuchungen, Prothesen oder Geräten, medizinisch-pädagogischen Maßnahmen vor und nach der Schule, Informationen für Familien und Beratung für ihre Kinder zu leisten;
- den Menschen, die sie aufnehmen, Bildung, Berufsausbildung und Vorbereitung auf das gesellschaftliche Leben mit an ihre Behinderung angepassten Mitteln zu ermöglichen;
- um an der Forschung teilzunehmen.

## Geschichte
Im Jahr 1840 gründete eine Nonne, Madeleine Barthélémy, in einem bescheidenen Haus im Viertel des zukünftigen Bahnhofs Chambéry - Challes-les-Eaux eine Schule für gehörlose Mädchen. Zwei Jahre später wurde am selben Ort eine identische Einrichtung für Jungen gegründet. Die Leitung übernahm zunächst Baron Alexandre de Saint-Sulpice, ab 1845 wurde die Institution den Brüdern der christlichen Schulen anvertraut. Im darauffolgenden Jahr stellte Charles Albert de Sardaigne die Institution unter seinen königlichen Schutz.
Die Mädchenabteilung war damals im Kloster Sacré-Coeur und die Jungenabteilung in Saint-Louis-du-Mont untergebracht. Als Savoyen von Frankreich annektiert wurde, wandelte Napoleon III. die Institution in eine allgemeine karitative und öffentliche Einrichtung um, das sogenannte Imperial Institute. Im Jahr 1863 erwarb das Institut das Schloss Corinth, um die Jungen dort unterzubringen.
Im Jahr 1870, nach der Ausrufung der Dritten Republik, wurde die Einrichtung zum Nationalen Institut für Gehörlose. Von den ersten Jahren an nahm der Sport dort einen wichtigen Platz ein, und im Jahr 1886 wurde eine Stelle für einen Gymnastiklehrer geschaffen. Im Jahr 1887 kam es zu Erweiterungen, die Leitung wurde säkularisiert und die Lehrer wurden vom Staat bezahlt. Im Jahr 1906 wurden dort 140 Internatsschüler aufgenommen: 106 Jungen und 34 Mädchen. Sie verließen das Kloster Sacred Heart im Jahr 1910 und zogen nach Pont-de-Beauvoisin.
Seit dem Ende des Ersten Weltkriegs ist die Institution von Chambéry neben Paris, Bordeaux und Metz eine von vier nationalen Institutionen. Es wurde 1930 dem Gesundheitsministerium unterstellt. Während es in den Jahren 1939 bis 1945 von der Besatzungsarmee in ein Militärkrankenhaus umgewandelt wurde, wurden die 70 Jungen in der alten Turnhalle untergebracht (die zu einem Schuppen umgebaut worden war). Ihre Zahl stieg im Jahr 1950 auf 220, wobei Kinder unter 6 Jahren in den örtlichen Kindergarten gebracht wurden. Seit 1961 ermöglicht der Bau eines „Mädchengebäudes“ die Zusammenführung von Mädchen und Jungen in Cognin.
Im Jahr 1967 wurden 6.300 m² moderne Werkstätten eingeweiht, was die Bedeutung einer professionellen Ausbildung in der Betreuung junger gehörloser Menschen verdeutlichte. Im Jahr 1973 waren 350 Studierende am Institut eingeschrieben und ihre Zahl stieg bis Ende der 1970er Jahre auf 450. Inzwischen fand 1974 die Einweihung des Audiologiezentrums statt.

## Gegenwärtige Situation
Das Behindertenorientierungsgesetz vom 30. Juni 1975 stellt in seinem Artikel 1 die medizinische und soziale Behandlung von Behinderungen in den Vordergrund und fördert die Integration. In den letzten zehn Jahren ist die Zahl der integrierten Kinder erheblich gestiegen. Im Schuljahr 1988/89 waren 236 Schüler eingeschrieben, darunter 7 in Integrationsklassen (3 an der technischen Oberschule Monge und 4 an der Schule Pasteur in Cognin), was im September 1998 die Einrichtung eines „Service d'accompagnement familial et d'éducation précoce“ (SAFEP) rechtfertigt und eines „Service de soutien à l’éducation familiale et à l’intégration scolaire“ (SSEFIS) mütterlicherseits mit 15 Kindern und die Strukturierung eines primären und sekundären SSEFIS-Dienstes, der 37 Kinder beherbergt. Insgesamt gibt es 204 Schüler, von denen ein Drittel integriert oder teilintegriert sind, wobei letztere hauptsächlich über die Region Chambéry verteilt sind. Sport spielt im Bildungsumfeld eine wichtige Rolle: Im Jahr 1990 hielten INJS-Athleten 35 französische Rekorde in ihrer Kategorie.
Am 2. Juli 2004 wurden die „Services de soutien à l’éducation familiale et à la scolarisation“ (SSEFS) 74 (Haute-Savoie) und 73 (Savoie) mit jeweils 60 bzw. 50 Plätzen eingerichtet, gefolgt von der Schaffung des „Service d’éducation spécialisé et de soins à domicile“ (SESSAD) mit 15 Plätzen (2007 wurden 30 Plätze eingerichtet) und des „Services d’accompagnement familial et d’éducation précoce“ (SAFEP) mit 20 Plätzen. Der Übergang zur Inklusion von Kindern mit Behinderungen, insbesondere von Kindern mit Sinnesbehinderungen, in die Regelschule wird dazu führen, dass die Zahl der Kinder, die im Schulsystem aufgenommen werden, langsam sinkt und umgekehrt die Unterstützung für die Kinder in ihrer örtlichen Schule zunimmt.

## Bibliographie
- Arnaud Roncaglia: Institut national de jeunes sourds de Chambéry: Les voix du silence, Éditions Altal, Chambéry 2014, 169 S.